# ويندي جيمس
ويندي جيمس (بالإنجليزية: Wendy James)‏ هي مغنية وكاتبة غنائية بريطانية، ولدت في 21 يناير 1966 في شرق ساسكس في المملكة المتحدة.

## وصلات خارجية
- ويندي جيمس على موقع IMDb (الإنجليزية)
- ويندي جيمس على موقع ميوزك برينز (الإنجليزية)
- ويندي جيمس على موقع أول ميوزيك (الإنجليزية)
- ويندي جيمس على موقع ديسكوغز (الإنجليزية)
- ويندي جيمس على موقع قاعدة بيانات الفيلم (الإنجليزية)